# Zapata Ranch
Zapata Ranch – jednostka osadnicza w Stanach Zjednoczonych, w stanie Teksas, w hrabstwie Willacy.